# Orbecche
Orbecche est une tragédie écrite par Giambattista Giraldi Cinzio.
C'est l'une des premières tragédies modernes à suivre les règles du théâtre classique après la Sophronisbé du Trissin,. Cette forme expérimentale connaît alors un grand succès et concourt au développement ultérieur du théâtre tragique en Europe.

## Résumé
Orbecche, fille du roi perse Sulmone, épouse secrètement Oronte à un très jeune âge et a deux enfants avec lui.
Sulmone découvre l'existence du mariage secret et des enfants plusieurs années plus tard, le jour où il veut marier Orbecche à un autre prince. En découvrant la trahison de sa fille, qui a désobéi à son autorité paternelle, il est blessé dans son orgueil et entend prendre une terrible vengeance dans le but de restaurer la puissance et la légitimité de l'État. Cette vengeance est le moteur de l'action scénique : elle provoque la catastrophe du récit.
Au début de l'œuvre, un court prologue informe le public de l'existence d'un drame antérieur, qui remonte à l'enfance d'Orbecche : enfant, elle avait été indirectement responsable du meurtre de sa mère Selina et de son frère, et maintenant l'âme de Selina cherche à se venger.
Orbecche et Sulmone semblent incarner, en tant que personnages, deux ensembles de valeurs opposées : la liberté de vivre ses propres sentiments, qui heurte les principes de l'autorité et de l'ordre social, instances ici représentées par le roi.
Sulmone élabore un plan de vengeance impitoyable : il feint de pardonner à Orbecche et d'accepter sa nouvelle famille afin d'inviter chez lui sa fille, son gendre et ses petits-enfants. Il annonce à Oronte son intention de le nommer héritier du trône. C'est une cruelle tromperie : aussitôt après il le fait arrêter et condamner à mort pour trahison, dans les fondations du palais, ici Sulmone lui coupe les mains, tue les deux enfants sous ses yeux et tue enfin Oronte. La violence du roi se retourne ensuite contre Orbecche. Elle est victime d'une tromperie : l'homme lui témoigne son affection et lui offre un cadeau de mariage, une "surprise", qui sont les corps des enfants avec la tête du mari sur un plateau d'argent, recouverts d'un drap qu'elle est invitée à soulever, afin de découvrir par elle-même « la vérité ». Orbecche devant est anéantie par le désespoir. À son tour, elle décide de se venger : elle parvient à regagner la confiance de son père et fait semblant de se réconcilier avec lui, alors elle en profite d'une démonstration d'affection (une embrassade) pour le tuer.
Orbecche succède à son père, selon la loi de l'État. Maintenant, cependant, elle est seule au monde : après l'extermination de sa famille la douleur est insupportable et de plus, avec son acte de violence, elle a le sentiment d'avoir reniée toutes ses valeurs personnelles. Considérant que sa vie n'a plus de sens, la reine se suicide.
Le drame se termine par un dernier suicide, celui de la nourrice d'Orbecche. C'était le premier personnage important à apparaître dans l'œuvre et la dernière à la clore. Cette symétrie de l'intrigue complète le tableau « noir » de la tragédie.

## Contexte d'écriture
Orbecche fut écrit en deux mois à Ferrare en 1541. La première représentation est accompagnée d'une musique de scène originale composée par Alfonso della Viola et de décors créés par le peintre Girolamo da Carpi. Le drame est ensuite publié à Venise en 1543 avec quelques adjonctions. Lors de la première représentation « un certain jeune homme prénommé Flaminio » interprète le rôle d'Orbecche (les rôles féminins étaient fréquemment joués par des hommes), Giulio Ponzoni dans celui d'Oronte et Sebastiano Clarignano da Montefalco, célèbre acteur de l'époque, dans celui du messager qui raconte le meurtre d'Oronte et de ses deux fils.
Le drame a eu plusieurs autres représentations dans la ville d'Este. Dans la seconde représentation, la division en actes a été supprimée, comme le voulait la coutume grecque, puis rétablie dans des remaniements ultérieurs. Orbecche a été mis en scène dans d'autres villes italiennes et, en français, à la cour de Francesco I. Plusieurs éditions de la tragédie ont été imprimées du vivant de Giraldi Cinzio. En 1583, son fils Celso a inclus le drame dans une édition complète des huit tragédies écrites par son père commandée par l'éditeur vénitien Cagnacini.
Giraldi Cinzio a strictement adhéré aux prescriptions de la Poétique d'Aristote en ce qui concerne la forme en cinq actes, les critères d'unité de temps et de lieu, les moments canoniques de l'intrigue et l'inscription de l'action dans un cadre géographique et historique précis.
Les thèmes traités sont par contre plutôt inspirés par les tragédies de Sénèque, comme en témoigne le déroulement des deux vengeances successives (celle de Sulmonte et celle d'Orbecche) et l'étude de sentiments sombres tels que la fureur psychologique et la haine ainsi que la représentation détaillée de la vengeance. La pièce comprend des scènes de cruauté physique extrême. Le drame délivre également une réflexion politique sur la tyrannie et le pouvoir.
Sur cette base antique, Cinzio incorpore enfin des éléments plus modernes et expérimentaux : la nouvelle scène à l'italienne, typique de la comédie pastorale, la représentation des actions et des interactions des personnages en temps réel, et l'intégration d'allusions méta-discursives (les personnages s'adressent ponctuellement au public).